# A Dél-afrikai Köztársaság a 2012. évi nyári olimpiai játékokon
A Dél-afrikai Köztársaság a nagy-britanniai Londonban megrendezett 2012. évi nyári olimpiai játékok egyik részt vevő nemzete volt. Az országot az olimpián 17 sportágban 134 sportoló képviselte, akik összesen 6 érmet szereztek.

## Érmesek
| Érem  | Versenyző                                               | Sportág    | Versenyszám                                |
| ----- | ------------------------------------------------------- | ---------- | ------------------------------------------ |
| Arany | James Thompson Matthew Brittain John Smith Sizwe Ndlovu | Evezés     | Férfi könnyűsúlyú kormányos nélküli négyes |
| Arany | Cameron van der Burgh                                   | Úszás      | Férfi 100 m mell                           |
| Arany | Chad le Clos                                            | Úszás      | Férfi 200 m pillangó                       |
| Ezüst | Caster Semenya                                          | Atlétika   | Női 800 m                                  |
| Ezüst | Chad le Clos                                            | Úszás      | Férfi 100 m pillangó                       |
| Bronz | Bridgitte Hartley                                       | Kajak-kenu | Női kajak egyes 500 m                      |

## Atlétika
Férfi
| Versenyző                                                                   | Versenyszám     | Előfutam          | Előfutam          | Előfutam          | Elődöntő | Elődöntő | Elődöntő | Döntő         | Döntő         |
| Versenyző                                                                   | Versenyszám     | Idő               | Hely.             | Össz.             | Idő      | Hely.    | Össz.    | Idő           | Helyezés      |
| --------------------------------------------------------------------------- | --------------- | ----------------- | ----------------- | ----------------- | -------- | -------- | -------- | ------------- | ------------- |
| Anaso Jobodwana                                                             | 200 m           | 20,46             | 2.                | 6.                | 20,27    | 2.       | 6.       | 20,69         | 8.            |
| Oscar Pistorius                                                             | 400 m           | 45,44             | 2.                | 16.               | 46,54    | 8.       | 23.      | kiesett       | kiesett       |
| Andre Olivier                                                               | 800 m           | 1:46,42           | 3.                | 17.*              | 1:45,44  | 5.       | 13.      | kiesett       | kiesett       |
| Lusapho April                                                               | Maraton         |                   |                   |                   |          |          |          | 2:19:00       | 43.           |
| Stephen Mokoka                                                              | Maraton         |                   |                   |                   |          |          |          | 2:19:52       | 49.           |
| Coolboy Ngamole                                                             | Maraton         |                   |                   |                   |          |          |          | nem ért célba | nem ért célba |
| Lehann Fourie                                                               | 110 m gát       | 13,49             | 2.                | 15.               | 13,28    | 3.       | 7.       | 13,53         | 7.            |
| L. J. van Zyl                                                               | 400 m gát       | 50,31             | 6.                | 34.               | kiesett  | kiesett  | kiesett  | kiesett       | kiesett       |
| Cornel Fredericks                                                           | 400 m gát       | 52,29             | 8.                | 44.               | kiesett  | kiesett  | kiesett  | kiesett       | kiesett       |
| Shaun de Jager Willem de Beer L. J. van Zyl Oscar Pistorius Ofense Mogawane | 4 × 400 m váltó | nem ért célba – Q | nem ért célba – Q | nem ért célba – Q |          |          |          | 3:03,46       | 8.            |
| Marc Mundell                                                                | 50 km gyaloglás |                   |                   |                   |          |          |          | 3:55:32       | 32.           |

| Versenyző              | Versenyszám | Selejtező | Selejtező | Döntő    | Döntő    |
| Versenyző              | Versenyszám | Eredmény  | Helyezés  | Eredmény | Helyezés |
| ---------------------- | ----------- | --------- | --------- | -------- | -------- |
| Godfrey Khotso Mokoena | Távolugrás  | 802 cm    | 7.        | 793 cm   | 8.       |

| Versenyző       | Versenyszám | 100 m | 100 m | Távolugrás | Távolugrás | Súlylökés | Súlylökés | Magasugrás | Magasugrás | 400 m | 400 m | 110 m gát | 110 m gát | Diszkoszvetés | Diszkoszvetés | Rúdugrás | Rúdugrás | Gerelyhajítás | Gerelyhajítás | 1500 m  | 1500 m | Végeredmény | Végeredmény |
| Versenyző       | Versenyszám | Idő   | Pont  | Eredmény   | Pont       | Eredmény  | Pont      | Eredmény   | Pont       | Idő   | Pont  | Idő       | Pont      | Eredmény      | Pont          | Eredmény | Pont     | Eredmény      | Pont          | Idő     | Pont   | Pont        | Helyezés    |
| --------------- | ----------- | ----- | ----- | ---------- | ---------- | --------- | --------- | ---------- | ---------- | ----- | ----- | --------- | --------- | ------------- | ------------- | -------- | -------- | ------------- | ------------- | ------- | ------ | ----------- | ----------- |
| Willem Coertzen | Tízpróba    | 11,09 | 841   | 717 cm     | 854        | 13,79 m   | 715       | 205 cm     | 850        | 48,56 | 882   | 14,15     | 955       | 43,58 m       | 738           | 450 cm   | 760      | 64,79 m       | 810           | 4:26,52 | 768    | 8173        | 9.          |

Női
| Versenyző         | Versenyszám | Előfutam | Előfutam | Előfutam | Elődöntő | Elődöntő | Elődöntő | Döntő         | Döntő         |
| Versenyző         | Versenyszám | Idő      | Hely.    | Össz.    | Idő      | Hely.    | Össz.    | Idő           | Helyezés      |
| ----------------- | ----------- | -------- | -------- | -------- | -------- | -------- | -------- | ------------- | ------------- |
| Caster Semenya    | 800 m       | 2:00,71  | 2.       | 3.       | 1:57,67  | 1.       | 1.       | 1:57,23       |               |
| René Kalmer       | Maraton     |          |          |          |          |          |          | 2:30:51       | 35.           |
| Tanith Maxwell    | Maraton     |          |          |          |          |          |          | 2:40:27       | 81.           |
| Irvette van Blerk | Maraton     |          |          |          |          |          |          | nem ért célba | nem ért célba |

| Versenyző       | Versenyszám   | Selejtező | Selejtező | Döntő    | Döntő    |
| Versenyző       | Versenyszám   | Eredmény  | Helyezés  | Eredmény | Helyezés |
| --------------- | ------------- | --------- | --------- | -------- | -------- |
| Sunette Viljoen | Gerelyhajítás | 65,92 m   | 3.        | 64,53 m  | 4.       |

* - egy másik versenyzővel azonos eredményt ért el

## Cselgáncs
Férfi
| Versenyző      | Versenyszám | Selejtező         | 32-es főtábla                       | Nyolcaddöntő      | Negyeddöntő       | Elődöntő          | Vigaszág elődöntő | Bronz- mérkőzés   | Döntő             | Helyezés |
| Versenyző      | Versenyszám | Ellenfél Eredmény | Ellenfél Eredmény                   | Ellenfél Eredmény | Ellenfél Eredmény | Ellenfél Eredmény | Ellenfél Eredmény | Ellenfél Eredmény | Ellenfél Eredmény | Helyezés |
| -------------- | ----------- | ----------------- | ----------------------------------- | ----------------- | ----------------- | ----------------- | ----------------- | ----------------- | ----------------- | -------- |
| Gideon van Zyl | Könnyűsúly  | erőnyerő          | Rüstəm Orucov (AZE) · 010(1)–100(0) | kiesett           | kiesett           | kiesett           |                   |                   |                   | 17.      |

## Evezés
Férfi
| Versenyző                                               | Versenyszám                          | Előfutam | Előfutam | Vigaszág | Vigaszág | Elődöntő | Elődöntő | Elődöntő | Döntő | Döntő   | Döntő | Helyezés |
| Versenyző                                               | Versenyszám                          | Idő      | Hely.    | Idő      | Hely.    | Típus    | Idő      | Hely.    | Típus | Idő     | Hely. | Helyezés |
| ------------------------------------------------------- | ------------------------------------ | -------- | -------- | -------- | -------- | -------- | -------- | -------- | ----- | ------- | ----- | -------- |
| James Thompson Matthew Brittain John Smith Sizwe Ndlovu | Könnyűsúlyú kormányos nélküli négyes | 5:54,62  | 2. Q     |          |          | A/B      | 6:04,21  | 2.       | A     | 6:02,84 | 1.    |          |

Női
| Versenyző                    | Versenyszám              | Előfutam | Előfutam | Vigaszág | Vigaszág | Döntő | Döntő   | Döntő | Helyezés |
| Versenyző                    | Versenyszám              | Idő      | Hely.    | Idő      | Hely.    | Típus | Idő     | Hely. | Helyezés |
| ---------------------------- | ------------------------ | -------- | -------- | -------- | -------- | ----- | ------- | ----- | -------- |
| Naydene Smith Lee-Ann Persse | Kormányos nélküli kettes | 7:14,31  | 4.       | 7:18,96  | 5.       | B     | 7:56,40 | 2.    | 8.       |

## Gyeplabda

### Férfi
| Dél-afrikai férfi gyeplabdacsapat-játékoskeret                                                                                              | Dél-afrikai férfi gyeplabdacsapat-játékoskeret |
| --- | --- |
| - Andrew Cronje - Timothy Drummond - Ian Haley - Rhett Halkett - Marvin Harper - Julian Hykes - Jacques le Roux - Lance Louw - Lloyd Madsen | - Thornton McDade - Lloyd Norris-Jones - Clinton Panther - Taine Paton - Wade Paton - Erasmus Pieterse - Justin Reid-Ross - Jonathan Robinson - Austin Smith |

#### Eredmények
Csoportkör
A csoport
| Csapat                        | M | Gy | D | V | G+ | G– | Gk  | P  |
| ----------------------------- | - | -- | - | - | -- | -- | --- | -- |
| Ausztrália (AUS)              | 5 | 3  | 2 | 0 | 23 | 5  | +18 | 11 |
| Nagy-Britannia (GBR)          | 5 | 2  | 3 | 0 | 14 | 8  | +6  | 9  |
| Spanyolország (ESP)           | 5 | 2  | 2 | 1 | 8  | 10 | −2  | 8  |
| Pakisztán (PAK)               | 5 | 2  | 1 | 2 | 9  | 16 | −7  | 7  |
| Argentína (ARG)               | 5 | 1  | 1 | 3 | 10 | 14 | −4  | 4  |
| Dél-afrikai Köztársaság (RSA) | 5 | 0  | 1 | 4 | 11 | 22 | −11 | 1  |

| 2012. július 30. 10:45 (11:45) | Ausztrália (AUS)                                                | 6–0               | Dél-afrikai Köztársaság (RSA) | Riverbank Arena, London Játékvezetők: Roel van Eert (NED) Marcin Grochal (POL) |
| 2012. július 30. 10:45 (11:45) | Dywer 16', 48', 58' · Butturini 33' · Ciriello 46' · Turner 62' | (2–0) Jegyzőkönyv |                               | Riverbank Arena, London Játékvezetők: Roel van Eert (NED) Marcin Grochal (POL) |

| 2012. augusztus 1. 16:00 (17:00) | Dél-afrikai Köztársaság (RSA) | 2–2               | Nagy-Britannia (GBR) | Riverbank Arena, London Játékvezetők: Nigel Iggo (NZL) Roelvan Eert (NED) |
| 2012. augusztus 1. 16:00 (17:00) | Smith 60' · Robinson 64'      | (0–1) Jegyzőkönyv | Jackson 14', 68'     | Riverbank Arena, London Játékvezetők: Nigel Iggo (NZL) Roelvan Eert (NED) |

| 2012. augusztus 3. 19:00 (20:00) | Dél-afrikai Köztársaság (RSA)    | 2–3               | Spanyolország (ESP)                  | Riverbank Arena, London Játékvezetők: German Montes de Oca (ARG) Tim Pullman (AUS) |
| 2012. augusztus 3. 19:00 (20:00) | Reid-Ross 26' · Norris-Jones 63' | (1–1) Jegyzőkönyv | Sallés 30' · Quemada 42' · Delás 55' | Riverbank Arena, London Játékvezetők: German Montes de Oca (ARG) Tim Pullman (AUS) |

| 2012. augusztus 5. 10:45 (11:45) | Pakisztán (PAK)                                    | 5–4               | Dél-afrikai Köztársaság (RSA)                 | Riverbank Arena, London Játékvezetők: Marcelo Servetto (ESP) Colin Hutchinson (IRL) |
| 2012. augusztus 5. 10:45 (11:45) | Khan 20', 26' · Rasool 23' · Abbas 64' · Ahmad 67' | (3–3) Jegyzőkönyv | McDade 2' · Reid-Ross 22', 35' · W. Paton 48' | Riverbank Arena, London Játékvezetők: Marcelo Servetto (ESP) Colin Hutchinson (IRL) |

| 2012. augusztus 7. 13:45 (14:45) | Argentína (ARG)                                       | 6–3               | Dél-afrikai Köztársaság (RSA)                 | Riverbank Arena, London Játékvezetők: Raghu Prasad (IND) Nathan Stagno (GIB) |
| 2012. augusztus 7. 13:45 (14:45) | Peillat 25', 39', 65' · Rossi 33' · Callioni 45', 50' | (2–2) Jegyzőkönyv | Reid-Ross 7' · Norris-Jones 8' · Robinson 64' | Riverbank Arena, London Játékvezetők: Raghu Prasad (IND) Nathan Stagno (GIB) |

A 11. helyért
| 2012. augusztus 11. 8:30 (9:30) | Dél-afrikai Köztársaság (RSA)               | 3–2               | India (IND)                      | Riverbank Arena, London Játékvezetők: Kim Hong Lae (KOR) German Montes de Oca (ARG) |
| 2012. augusztus 11. 8:30 (9:30) | Cronje 8' · Drummond 34' · Norris-Jones 65' | (2–1) Jegyzőkönyv | Szan. Szingh 14' · D. Szingh 67' | Riverbank Arena, London Játékvezetők: Kim Hong Lae (KOR) German Montes de Oca (ARG) |

| Csapat                        | Helyezés |
| ----------------------------- | -------- |
| Dél-afrikai Köztársaság (RSA) | 11.      |

### Női
| Dél-afrikai női gyeplabdacsapat-játékoskeret | Dél-afrikai női gyeplabdacsapat-játékoskeret |
| --- | --- |
| - Tarryn Bright - Dirkie Chamberlain - Pietie Coetzee - Bernadette Coston - Sulette Damons - Illse Davids - Lisa-Marie Deetlefs - Lesle-Ann George - Vuyisanani Mangisa | - Lenise Marais - Marsha Marescia - Lauren Penny - Mariette Rix - Shelley Russell - Kathleen Taylor - Nicolene Terblanche - Jennifer Wilson - Kate Woods |

#### Eredmények
Csoportkör
B csoport
| Csapat                        | M | Gy | D | V | G+ | G– | Gk | P  |
| ----------------------------- | - | -- | - | - | -- | -- | -- | -- |
| Argentína (ARG)               | 5 | 3  | 1 | 1 | 12 | 4  | +8 | 10 |
| Új-Zéland (NZL)               | 5 | 3  | 1 | 1 | 9  | 5  | +4 | 10 |
| Ausztrália (AUS)              | 5 | 3  | 1 | 1 | 5  | 2  | +3 | 10 |
| Németország (GER)             | 5 | 2  | 1 | 2 | 6  | 7  | −1 | 7  |
| Dél-afrikai Köztársaság (RSA) | 5 | 1  | 0 | 4 | 9  | 14 | −5 | 3  |
| Egyesült Államok (USA)        | 5 | 1  | 0 | 4 | 3  | 12 | −9 | 3  |

| 2012. július 29. 16:00 (17:00) | Argentína (ARG)                                                                             | 7–1               | Dél-afrikai Köztársaság (RSA) | Riverbank Arena, London Játékvezetők: Miao Lin (CHN) Lisa Roach (AUS) |
| 2012. július 29. 16:00 (17:00) | Aymar 8', 29' · J. Sruoga 20' · Cavallero 25' · Rebecchi 31' · Barrionuevo 62' · D'Elia 68' | (5–1) Jegyzőkönyv | Chamberlain 23'               | Riverbank Arena, London Játékvezetők: Miao Lin (CHN) Lisa Roach (AUS) |

| 2012. július 31. 10:45 (11:45) | Dél-afrikai Köztársaság (RSA) | 1–4               | Új-Zéland (NZL)                                 | Riverbank Arena, London Játékvezetők: Szoma Csieko (JPN) Amy Hassick (USA) |
| 2012. július 31. 10:45 (11:45) | Coetzee 52'                   | (0–2) Jegyzőkönyv | C. Harrison 2' · Eshuis 22' · Sharland 29', 61' | Riverbank Arena, London Játékvezetők: Szoma Csieko (JPN) Amy Hassick (USA) |

| 2012. augusztus 2. 16:00 (17:00) | Dél-afrikai Köztársaság (RSA) | 0–2               | Németország (GER)      | Riverbank Arena, London Játékvezetők: Elena Eskina (RUS) Kang Hyun-Young (KOR) |
| 2012. augusztus 2. 16:00 (17:00) |                               | (0–1) Jegyzőkönyv | Mavers 25' · Rinne 44' | Riverbank Arena, London Játékvezetők: Elena Eskina (RUS) Kang Hyun-Young (KOR) |

| 2012. augusztus 4. 08:30 (09:30) | Ausztrália (AUS) | 1–0               | Dél-afrikai Köztársaság (RSA) | Riverbank Arena, London Játékvezetők: Miao Lin (CHN) Amy Hassick (USA) |
| 2012. augusztus 4. 08:30 (09:30) | Close 8'         | (1–0) Jegyzőkönyv |                               | Riverbank Arena, London Játékvezetők: Miao Lin (CHN) Amy Hassick (USA) |

| 2012. augusztus 6. 10:45 (11:45) | Egyesült Államok (USA) | 0–7               | Dél-afrikai Köztársaság (RSA)                                                  | Riverbank Arena, London Játékvezetők: Frances Block (GBR) Claire Adenot (FRA) |
| 2012. augusztus 6. 10:45 (11:45) |                        | (0–5) Jegyzőkönyv | Bright 14', 44' · George 20' · Wilson 25' · Coetzee 33', 62' · Chamberlain 54' | Riverbank Arena, London Játékvezetők: Frances Block (GBR) Claire Adenot (FRA) |

A 9. helyért
| 2012. augusztus 8. 8:30 (9:30) | Japán (JPN)       | 2–1 (h. u.)            | Dél-afrikai Köztársaság (RSA) | Riverbank Arena, London Játékvezetők: Stella Bartlema (NED) Amy Hassick (USA) |
| 2012. augusztus 8. 8:30 (9:30) | Murakami 63', 80' | (0–1, 1–1) Jegyzőkönyv | Deetlefs 27'                  | Riverbank Arena, London Játékvezetők: Stella Bartlema (NED) Amy Hassick (USA) |

| Csapat                        | Helyezés |
| ----------------------------- | -------- |
| Dél-afrikai Köztársaság (RSA) | 9.       |

## Íjászat
Női
| Versenyző     | Versenyszám | Selejtező | Selejtező | 64-es főtábla                         | 32-es főtábla     | Nyolcaddöntő      | Negyeddöntő       | Elődöntő          | Döntő             | Helyezés |
| Versenyző     | Versenyszám | Pont      | Kiemelt   | Ellenfél Eredmény                     | Ellenfél Eredmény | Ellenfél Eredmény | Ellenfél Eredmény | Ellenfél Eredmény | Ellenfél Eredmény | Helyezés |
| ------------- | ----------- | --------- | --------- | ------------------------------------- | ----------------- | ----------------- | ----------------- | ----------------- | ----------------- | -------- |
| Karen Hultzer | Egyéni      | 631       | 46.       | Pia Carmen Lionetti (ITA) (19.) · 2–6 | kiesett           | kiesett           | kiesett           | kiesett           | kiesett           | kiesett  |

## Kajak-kenu

### Síkvízi
Női
| Versenyző         | Versenyszám       | Előfutam | Előfutam | Előfutam | Elődöntő | Elődöntő | Elődöntő | Döntő   | Döntő    | Döntő    | Helyezés |
| Versenyző         | Versenyszám       | Idő      | Hely.    | Össz.    | Idő      | Hely.    | Össz.    | Típus   | Idő      | Helyezés | Helyezés |
| ----------------- | ----------------- | -------- | -------- | -------- | -------- | -------- | -------- | ------- | -------- | -------- | -------- |
| Tiffany Kruger    | Kajak egyes 200 m | 46,122   | 7.       | 28.      | kiesett  | kiesett  | kiesett  | kiesett | kiesett  | kiesett  | 28.      |
| Bridgitte Hartley | Kajak egyes 500 m | 1:53,051 | 2.       | 8.       | 1:51,286 | 1.       | 2.       | A       | 1:52,923 | 3.       |          |

## Kerékpározás

### BMX
| Versenyző     | Versenyszám | Selejtező | Selejtező | Negyeddöntő | Negyeddöntő | Elődöntő | Elődöntő | Döntő   | Döntő    |
| Versenyző     | Versenyszám | Idő       | Helyezés  | Pont        | Helyezés    | Pont     | Helyezés | Idő     | Helyezés |
| ------------- | ----------- | --------- | --------- | ----------- | ----------- | -------- | -------- | ------- | -------- |
| Sifiso Nhlapo | Férfi       | 40,788    | 30.       | 27          | 8.          | kiesett  | kiesett  | kiesett | kiesett  |

### Hegyi-kerékpározás
| Versenyző         | Versenyszám        | Idő              | Helyezés |
| ----------------- | ------------------ | ---------------- | -------- |
| Burry Stander     | Férfi terepverseny | 1:29:37 (+0:30)  | 5.       |
| Philip Buys       | Férfi terepverseny | 1:40:11 (+11:04) | 35.      |
| Candice Neethling | Női terepverseny   | 1:45:03 (+14:11) | 28.      |

### Országúti kerékpározás
Férfi
| Versenyző   | Versenyszám   | Idő             | Helyezés |
| ----------- | ------------- | --------------- | -------- |
| Daryl Impey | Mezőnyverseny | 5:46:37 (+0:40) | 40.      |

Női
| Versenyző        | Versenyszám     | Idő                 | Helyezés |
| ---------------- | --------------- | ------------------- | -------- |
| Joanna Hotchkiss | Mezőnyverseny   | 3:35:56 (+0:27)     | 28.      |
| Robyn de Groot   | Mezőnyverseny   | kizárták            | kizárták |
| Ashleigh Moolman | Mezőnyverseny   | 3:35:56 (+0:27)     | 16.      |
| Ashleigh Moolman | Egyéni időfutam | 42:23,57 (+4:48,75) | 24.      |

### Pálya-kerékpározás
Sprintversenyek
| Versenyző           | Versenyszám  | Selejtező | Selejtező | 1. forduló                       | Vigaszág                                           | Vigaszág | 2. forduló                 | Vigaszág                                               | Vigaszág | 9–12. helyért                                                                    | 9–12. helyért | Negyeddöntő          | 5–8. helyért           | 5–8. helyért | Elődöntő             | Döntő                | Helyezés |
| Versenyző           | Versenyszám  | Idő       | Hely.     | Ellenfél Győztes idő             | Ellenfelek Győztes idő                             | Hely.    | Ellenfél Győztes idő       | Ellenfelek Győztes idő                                 | Hely.    | Ellenfelek Győztes idő                                                           | Hely.         | Ellenfél Győztes idő | Ellenfelek Győztes idő | Hely.        | Ellenfél Győztes idő | Ellenfél Győztes idő | Helyezés |
| ------------------- | ------------ | --------- | --------- | -------------------------------- | -------------------------------------------------- | -------- | -------------------------- | ------------------------------------------------------ | -------- | -------------------------------------------------------------------------------- | ------------- | -------------------- | ---------------------- | ------------ | -------------------- | -------------------- | -------- |
| Bernard Esterhuizen | Férfi egyéni | 10,350    | 15.       | Robert Förstemann (GER) · 11,100 | Hodei Mazquiaran (ESP) · Zhang Miao (CHN) · 10,762 | 1.       | Jason Kenny (GBR) · 10,363 | Robert Förstemann (GER) · Pavel Kelemen (CZE) · 10,881 | 3.       | Nakagava Szeiicsiró (JPN) · Pavel Kelemen (CZE) · Hersony Canelón (VEN) · 10,950 | 3.            |                      |                        |              |                      |                      | 11.      |

## Labdarúgás

### Női
| Dél-afrikai női labdarúgócsapat-játékoskeret | Dél-afrikai női labdarúgócsapat-játékoskeret |
| --- | --- |
| - Roxanne Barker - Zamandosi Cele - Amanda Dlamini - Gabisile Hlumbane - Refiloe Jane - Kylie Louw - Noko Matlou - Andisiwe Mgcoyi - Thokozile Mndaweni | - Portia Modise - Sanah Mollo - Robyn Moodaly - Marry Ntsweng - Mpumi Nyandeni - Amanda Sister - Leandra Smeda - Janine van Wyk - Nothando Vilakazi |

#### Eredmények
Csoportkör
F csoport
| Csapat                        | M | Gy | D | V | Rg | Kg | Gk | P |
| ----------------------------- | - | -- | - | - | -- | -- | -- | - |
| Svédország (SWE)              | 3 | 1  | 2 | 0 | 6  | 3  | +3 | 5 |
| Japán (JPN)                   | 3 | 1  | 2 | 0 | 2  | 1  | +1 | 5 |
| Kanada (CAN)                  | 3 | 1  | 1 | 1 | 6  | 4  | +2 | 4 |
| Dél-afrikai Köztársaság (RSA) | 3 | 0  | 1 | 2 | 1  | 7  | −6 | 1 |

| 2012. július 25. 19:45 (20:45) |

| Svédország (SWE)                         | 4–1               | Dél-afrikai Köztársaság (RSA) |
| ---------------------------------------- | ----------------- | ----------------------------- |
| Fischer 7' Dahlkvist 20' Schelin 21' 63' | (3–0) Jegyzőkönyv | Modise 60'                    |

| Ricoh Arena, Coventry Nézőszám: 18 290 Játékvezető: Salomé di Iorio (argentin) |

| 2012. július 28. 14:45 (15:45) |

| Kanada (CAN)                 | 3–0               | Dél-afrikai Köztársaság (RSA) |
| ---------------------------- | ----------------- | ----------------------------- |
| Tancredi 7' Sinclair 58' 86' | (1–0) Jegyzőkönyv |                               |

| Ricoh Arena, Coventry Nézőszám: 14 753 Játékvezető: Christina Pedersen (norvég) |

| 2012. július 31. 14:30 (15:30) |

| Japán (JPN) | 0–0         | Dél-afrikai Köztársaság (RSA) |
| ----------- | ----------- | ----------------------------- |
|             | Jegyzőkönyv |                               |

| Millennium Stadion, Cardiff Nézőszám: 24 202 Játékvezető: Efthalía Míci (görög) |

| Csapat                        | Helyezés |
| ----------------------------- | -------- |
| Dél-afrikai Köztársaság (RSA) | 10.      |

## Lovaglás
Lovastusa
| Versenyző           | Ló   | Versenyszám | Díjlovaglás | Díjlovaglás | Tereplovaglás | Tereplovaglás | Tereplovaglás | Díjugratás | Díjugratás  | Díjugratás | Díjugratás | Végeredmény | Végeredmény |
| Versenyző           | Ló   | Versenyszám | Díjlovaglás | Díjlovaglás | Tereplovaglás | Tereplovaglás | Tereplovaglás | Selejtező  | Selejtező   | Selejtező  | Döntő      | Végeredmény | Végeredmény |
| Versenyző           | Ló   | Versenyszám | Bünt.       | Hely.       | Bünt.         | Bünt. össz.   | Hely.         | Bünt.      | Bünt. össz. | Hely.      | Bünt.      | Bünt.       | Helyezés    |
| ------------------- | ---- | ----------- | ----------- | ----------- | ------------- | ------------- | ------------- | ---------- | ----------- | ---------- | ---------- | ----------- | ----------- |
| Alexander Peternell | Asih | Egyéni      | 70,40       | 72.         | 46,00         | 116,40        | 56.           | 7,00       | 123,40      | 27.        | kiesett    | 123,40      | 49.         |

## Ökölvívás
Férfi
| Versenyző        | Versenyszám | Selejtező                        | Nyolcaddöntő                  | Negyeddöntő       | Elődöntő          | Döntő             | Helyezés |
| Versenyző        | Versenyszám | Ellenfél Eredmény                | Ellenfél Eredmény             | Ellenfél Eredmény | Ellenfél Eredmény | Ellenfél Eredmény | Helyezés |
| ---------------- | ----------- | -------------------------------- | ----------------------------- | ----------------- | ----------------- | ----------------- | -------- |
| Ayabonga Sonjica | Harmatsúly  | Detelin Dalakliev (BUL) · 6–15   | kiesett                       | kiesett           | kiesett           | kiesett           | 17.      |
| Siphiwe Lusizi   | Váltósúly   | Ahmed Abd el-Karím (IRQ) · 17–13 | Gabriel Maestre (VEN) · 13–18 | kiesett           | kiesett           | kiesett           | 9.       |

## Röplabda

### Strandröplabda

#### Férfi
| Versenyző                       | Csoportkör | Csoportkör | 16 közé jutásért  | Nyolcaddöntő      | Negyeddöntő       | Elődöntő          | Döntő             | Helyezés |
| Versenyző                       | Ellenfél Eredmény | Hely.      | Ellenfél Eredmény | Ellenfél Eredmény | Ellenfél Eredmény | Ellenfél Eredmény | Ellenfél Eredmény | Helyezés |
| ------------------------------- | --- | ---------- | ----------------- | ----------------- | ----------------- | ----------------- | ----------------- | -------- |
| Freedom Chiya Grant Goldschmidt | D csoport · Egyesült Államok (USA) · Jake Gibb · Sean Rosenthal · 10–21, 11–21 · Lettország (LAT) · Aleksandrs Samoilovs · Ruslans Sorokins · 13–21, 10–21 · Lengyelország (POL) · Grzegorz Fijałek · Mariusz Prudel · 19–21, 13–21 | 4.         | kiesett           | kiesett           | kiesett           | kiesett           | kiesett           | 19.      |

## Sportlövészet
Férfi
| Versenyző      | Versenyszám | Selejtező | Selejtező | Döntő   | Döntő    |
| Versenyző      | Versenyszám | Pont      | Helyezés  | Pont    | Helyezés |
| -------------- | ----------- | --------- | --------- | ------- | -------- |
| Alistair Davis | Dupla trap  | 132       | 15.       | kiesett | kiesett  |

## Súlyemelés
Férfi
| Versenyző   | Versenyszám | Szakítás | Szakítás | Lökés    | Lökés    | Összesen | Helyezés |
| Versenyző   | Versenyszám | Eredmény | Helyezés | Eredmény | Helyezés | Összesen | Helyezés |
| ----------- | ----------- | -------- | -------- | -------- | -------- | -------- | -------- |
| Jean Greeff | 94 kg       | 137      | 20.      | 176      | 20.      | 317      | 20.      |

## Tollaslabda
| Versenyző                              | Versenyszám | Csoportkör | Csoportkör | Negyeddöntő                                                          | Elődöntő          | Bronz- mérkőzés   | Döntő             | Helyezés |
| Versenyző                              | Versenyszám | Ellenfél Eredmény | Hely.      | Ellenfél Eredmény                                                    | Ellenfél Eredmény | Ellenfél Eredmény | Ellenfél Eredmény | Helyezés |
| -------------------------------------- | ----------- | --- | ---------- | -------------------------------------------------------------------- | ----------------- | ----------------- | ----------------- | -------- |
| Dorian James Willem Viljoen            | Férfi páros | C csoport · Dánia (DEN) · Mathias Boe · Carsten Mogensen · 6–21, 12–21 · Kína (CHN) · Chai Biao · Guo Zhendong · 8–21, 13–21 · Oroszország (RUS) · Vlagyimir Ivanov · Ivan Szozonov · 13–21, 15–21       | 4.         | kiesett                                                              | kiesett           | kiesett           | kiesett           | 13.      |
| Michelle Claire Edwards Annari Viljoen | Női páros   | C csoport · Ausztrália (AUS) · Leanne Choo · Renuga Veeran · 9–21, 7–21 · Dél-Korea (KOR) · Ha Dzsongun · Kim Mindzsong · 8–21, 7–21 · Indonézia (INA) · Meiliana Jauhari · Greysia Polii · 18–21, 10–21 | 2.         | Oroszország (RUS) · Valerija Szorokina · Nyina Viszlova · 9–21, 7–21 | kiesett           | kiesett           | kiesett           | 5.       |

## Triatlon
| Versenyző       | Versenyszám | 1,5 km úszás | Depózás 1 | 40 km kerékpározás | Depózás 2 | 10 km futás | Összesítés | Összesítés |
| Versenyző       | Versenyszám | Idő          | Idő       | Idő                | Idő       | Idő         | Idő        | Helyezés   |
| --------------- | ----------- | ------------ | --------- | ------------------ | --------- | ----------- | ---------- | ---------- |
| Richard Murray  | Férfi       | 18:11        | 0:35      | 59:38              | 0:26      | 30:25       | 1:49:15    | 17.        |
| Kate Roberts    | Női         | 19:23        | 0:40      | 1:07:21            | 0:34      | 34:48       | 2:02:46    | 22.        |
| Gillian Sanders | Női         | 19:29        | 0:38      | 1:05:31            | 0:32      | 36:18       | 2:02:28    | 19.        |

## Úszás
Férfi
| Versenyző                                                      | Versenyszám            | Előfutam | Előfutam | Előfutam | Elődöntő | Elődöntő | Elődöntő | Döntő        | Döntő        |
| Versenyző                                                      | Versenyszám            | Idő      | Hely.    | Össz.    | Idő      | Hely.    | Össz.    | Idő          | Helyezés     |
| -------------------------------------------------------------- | ---------------------- | -------- | -------- | -------- | -------- | -------- | -------- | ------------ | ------------ |
| Roland Schoeman                                                | 50 m gyors             | 21,92    | 1.       | 5.       | 21,88    | 4.       | 7.*      | 21,80        | 6.           |
| Gideon Louw                                                    | 50 m gyors             | 22,12    | 4.       | 11.*     | 21,92    | 5.       | 9.       | kiesett      | kiesett      |
| Gideon Louw                                                    | 100 m gyors            | 48,29    | 2.       | 2.       | 48,44    | 4.       | 9.*      | kiesett      | kiesett      |
| Graeme Moore                                                   | 100 m gyors            | 49,29    | 7.       | 21.      | kiesett  | kiesett  | kiesett  | kiesett      | kiesett      |
| Heerden Herman                                                 | 400 m gyors            | 3:57,28  | 8.       | 25.      |          |          |          | kiesett      | kiesett      |
| Heerden Herman                                                 | 1500 m gyors           | 15:25,71 | 6.       | 21.      |          |          |          | kiesett      | kiesett      |
| Gideon Louw Darian Townsend Graeme Moore Roland Schoeman       | 4 × 100 m gyorsváltó   | 3:13,93  | 2.       | 7.       |          |          |          | 3:13,45      | 5.           |
| Darian Townsend Sebastien Rousseau Chad le Clos Jean Basson    | 4 × 200 m gyorsváltó   | 7:11,51  | 3.       | 7.       |          |          |          | 7:09,65      | 7.           |
| Charl Crous                                                    | 100 m hát              | 55,37    | 8.       | 32.*     | kiesett  | kiesett  | kiesett  | kiesett      | kiesett      |
| Darren Murray                                                  | 200 m hát              | 2:00,01  | 3.       | 25.      | kiesett  | kiesett  | kiesett  | kiesett      | kiesett      |
| Cameron van der Burgh                                          | 100 m mell             | 59,79    | 2.       | 6.       | 58,83    | 1.       | 1.       | 58,46        |              |
| Chad le Clos                                                   | 100 m pillangó         | 51,54    | 1.       | 1.       | 51,42    | 1.       | 2.       | 51,44        | *            |
| Chad le Clos                                                   | 200 m pillangó         | 1:55,23  | 2.       | 4.       | 1:54,34  | 2.       | 2.       | 1:52,96      |              |
| Chad le Clos                                                   | 200 m vegyes           | 1:59,45  | 3.       | 11.      | 1:58,49  | 5.       | 7.*      | visszalépett | visszalépett |
| Chad le Clos                                                   | 400 m vegyes           | 4:12,24  | 1.       | 2.       |          |          |          | 4:12,42      | 5.           |
| Riaan Schoeman                                                 | 400 m vegyes           | 4:17,22  | 6.       | 19.*     |          |          |          | kiesett      | kiesett      |
| Darian Townsend                                                | 200 m vegyes           | 2:00,67  | 7.       | 21.      | kiesett  | kiesett  | kiesett  | kiesett      | kiesett      |
| Charl Crous Cameron van der Burgh Chad le Clos Leith Shankland | 4 × 100 m vegyes váltó | 3:35,23  | 7.       | 13.      |          |          |          | kiesett      | kiesett      |
| Troy Prinsloo                                                  | 10 km nyílt vízi       |          |          |          |          |          |          | 1:50:52,9    | 12.*         |

Női
| Versenyző         | Versenyszám      | Előfutam | Előfutam | Előfutam | Elődöntő | Elődöntő | Elődöntő | Döntő         | Döntő         |
| Versenyző         | Versenyszám      | Idő      | Hely.    | Össz.    | Idő      | Hely.    | Össz.    | Idő           | Helyezés      |
| ----------------- | ---------------- | -------- | -------- | -------- | -------- | -------- | -------- | ------------- | ------------- |
| Trudi Maree       | 50 m gyors       | 25,78    | 8.       | 36.      | kiesett  | kiesett  | kiesett  | kiesett       | kiesett       |
| Karin Prinsloo    | 200 m gyors      | 1:59,24  | 7.       | 20.      | kiesett  | kiesett  | kiesett  | kiesett       | kiesett       |
| Karin Prinsloo    | 200 m hát        | 2:10,34  | 5.       | 13.      | 2:11,42  | 8.       | 16.      | kiesett       | kiesett       |
| Wendy Trott       | 400 m gyors      | 4:11,63  | 8.       | 22.      |          |          |          | kiesett       | kiesett       |
| Wendy Trott       | 800 m gyors      | 8:28,98  | 4.       | 12.      |          |          |          | kiesett       | kiesett       |
| Suzaan van Biljon | 100 m mell       | 1:07,54  | 2.       | 12.      | 1:07,68  | 7.       | 11.*     | kiesett       | kiesett       |
| Suzaan van Biljon | 200 m mell       | 2:25,94  | 4.       | 9.       | 2:23,21  | 3.       | 5.       | 2:23,72       | 7.            |
| Katheryn Meaklim  | 200 m vegyes     | 2:15,25  | 7.       | 24.      | kiesett  | kiesett  | kiesett  | kiesett       | kiesett       |
| Katheryn Meaklim  | 400 m vegyes     | 4:43,46  | 6.       | 16.      |          |          |          | kiesett       | kiesett       |
| Jessica Roux      | 10 km nyílt vízi |          |          |          |          |          |          | nem ért célba | nem ért célba |

* - egy másik versenyzővel azonos eredményt ért el

## Vitorlázás
Férfi
| Versenyző                 | Versenyszám    | Futam | Futam | Futam | Futam | Futam | Futam | Futam | Futam | Futam | Futam | Futam   | Pontszám | Helyezés |
| Versenyző                 | Versenyszám    | 1     | 2     | 3     | 4     | 5     | 6     | 7     | 8     | 9     | 10    | É       | Pontszám | Helyezés |
| ------------------------- | -------------- | ----- | ----- | ----- | ----- | ----- | ----- | ----- | ----- | ----- | ----- | ------- | -------- | -------- |
| Asenathi Jim Roger Hudson | 470-es osztály | 18    | (27)  | 27    | 20    | 26    | 26    | 13    | 15    | 25    | 24    | kiesett | 194      | 26.      |